# Lello
Lello  è un nome proprio di persona italiano maschile.

## Varianti
- Femminili: Lella[1][2]

## Origine e diffusione
È un ipocoristico di una gran varietà di nomi che terminano in -ello (o che, più genericamente, contengono una -l- o una -ll-), ad esempio Marcello, Antonello, Donatello, Raffaello, Lionello e via dicendo. Generalmente, si tratta di un'aferesi con successiva allitterazione di un suono all'interno della parola (in questo caso la consonante -l-), secondo uno schema comune negli ipocoristici italiani (si pensi ai vari Ciccio, Mimmo, Peppe, Pippo, ecc).
Come nome, è diffuso in tutta Italia, ma più raro nel Meridione.

## Onomastico
Di caso in caso, l'onomastico si festeggia in corrispondenza al nome di cui rappresenta l'ipocoristico.

## Persone

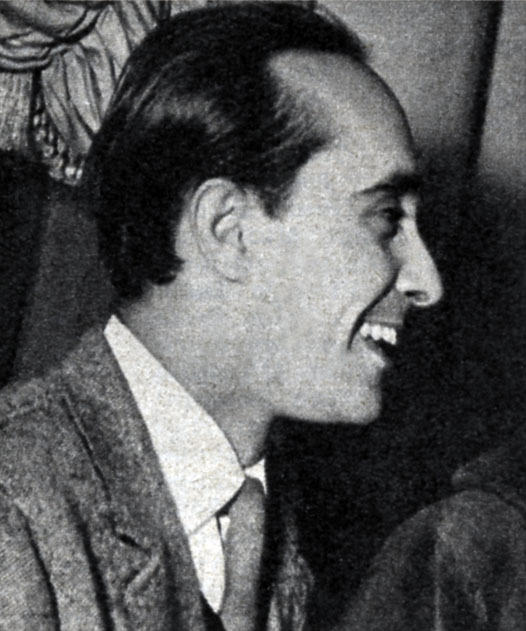
Lello Bersani

- Lello da Orvieto, pittore e mosaicista italiano
- Lello Arena, cabarettista e attore italiano
- Lello Bersani, giornalista italiano
- Lello Ciampolillo, politico italiano
- Lello Di Gioia, politico italiano
- Lello Fiore, cantante italiano
- Lello Gurrado, giornalista e scrittore italiano
- Lello Musella, attore, cabarettista e cantautore italiano
- Lello Scorzelli, scultore italiano

### Variante femminile Lella
- Lella Artesi, regista italiana

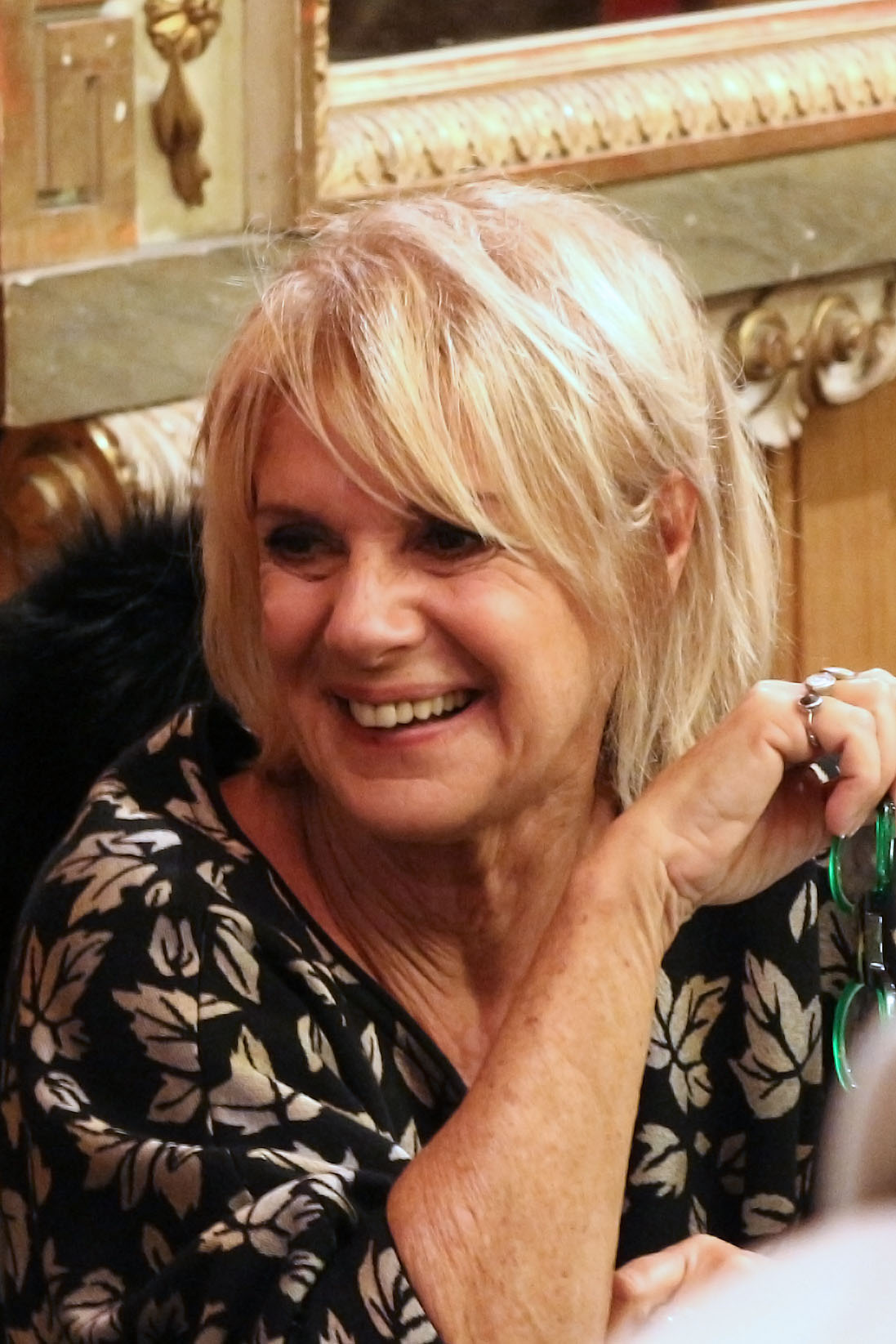
Lella Costa

- Lella Costa, attrice, scrittrice e doppiatrice italiana
- Lella Cuberli, soprano statunitense
- Lella Golfo, giornalista e politica italiana
- Lella Lombardi, pilota automobilistica italiana
- Lella Ricci, soprano italiano
- Lella Vignelli, architetto e designer italiana

## Il nome nelle arti
- Lella è una canzone del 1971 di Edoardo De Angelis
- Il conte Lello Mascetti, all'anagrafe Raffaello Mascetti, è un personaggio della famosa serie di film Amici miei, interpretato da Ugo Tognazzi.
- Lello Splendor è uno dei tanti personaggi comici interpretati da Giorgio Panariello.